# Qardaha
Qardaha, también al-Qurdaha (en árabe: القَرْدَاحَة), es una ciudad ubicada en el noroeste de Siria, en las montañas que dominan la ciudad costera de Latakia. Según la Oficina Central de Estadística de Siria, tenía una población de 8 671 habitantes en 2004, predominantemente alauita, y ha sido el hogar tradicional de la familia Ásad, que gobernó Siria desde 1970 hasta 2024.
El presidente sirio Háfez al-Ásad, que gobernó de 1970 a 2000, nació en esta localidad. Bajo su régimen, el gobierno realizó grandes inversiones en Qardaha, Latakia y la región circundante. Cuenta con numerosas villas de lujo. En el centro de la ciudad había una gran estatua del patriarca de la familia Ásad, y anteriormente también se encontraba allí un enorme mausoleo con las tumbas de Basel al-Ásad y Háfez al-Ásad.

## Clima y geografía
Qardaha tiene un clima mediterráneo de verano caluroso (clasificación climática de Köppen: Csa). Está en una zona montañosa, pero su altitud sólo oscila entre 350 y 500 metros. Tiene muchas precipitaciones. La temperatura máxima media en julio es de 29 °C, y en enero de 7 °C. Tiene algo más de 800 mm de precipitaciones anuales y tres días de nieve en enero. Su clima y naturaleza favorecen la agricultura, con diversas plantaciones de manzanas y naranjas y granjas de tabaco en sus aledaños.
| Parámetros climáticos promedio de Qardaha | Parámetros climáticos promedio de Qardaha | Parámetros climáticos promedio de Qardaha | Parámetros climáticos promedio de Qardaha | Parámetros climáticos promedio de Qardaha | Parámetros climáticos promedio de Qardaha | Parámetros climáticos promedio de Qardaha | Parámetros climáticos promedio de Qardaha | Parámetros climáticos promedio de Qardaha | Parámetros climáticos promedio de Qardaha | Parámetros climáticos promedio de Qardaha | Parámetros climáticos promedio de Qardaha | Parámetros climáticos promedio de Qardaha | Parámetros climáticos promedio de Qardaha |
| Mes                                       | Ene.                                      | Feb.                                      | Mar.                                      | Abr.                                      | May.                                      | Jun.                                      | Jul.                                      | Ago.                                      | Sep.                                      | Oct.                                      | Nov.                                      | Dic.                                      | Anual                                     |
| ----------------------------------------- | ----------------------------------------- | ----------------------------------------- | ----------------------------------------- | ----------------------------------------- | ----------------------------------------- | ----------------------------------------- | ----------------------------------------- | ----------------------------------------- | ----------------------------------------- | ----------------------------------------- | ----------------------------------------- | ----------------------------------------- | ----------------------------------------- |
| Temp. máx. media (°C)                     | 7                                         | 11                                        | 15                                        | 19                                        | 24                                        | 28                                        | 29                                        | 28                                        | 26                                        | 23                                        | 17                                        | 10                                        | 19.8                                      |
| Temp. mín. media (°C)                     | 3                                         | 6                                         | 6                                         | 8                                         | 13                                        | 17                                        | 20                                        | 20                                        | 17                                        | 15                                        | 9                                         | 5                                         | 11.6                                      |
| Precipitación total (mm)                  | 182                                       | 119                                       | 63                                        | 40                                        | 29                                        | 6                                         | 4                                         | 1                                         | 37                                        | 79                                        | 90                                        | 178                                       | 828                                       |
| Días de lluvias (≥ 1 mm)                  | 16                                        | 14                                        | 11                                        | 8                                         | 4                                         | 1                                         | 1                                         | 1                                         | 4                                         | 7                                         | 11                                        | 14                                        | 92                                        |
| Días de nevadas (≥ 1 cm)                  | 3                                         | 1                                         | 0                                         | 0                                         | 0                                         | 0                                         | 0                                         | 0                                         | 0                                         | 0                                         | 0                                         | 1                                         | 5                                         |
| Fuente:                                   |                                           |                                           |                                           |                                           |                                           |                                           |                                           |                                           |                                           |                                           |                                           |                                           |                                           |

## Historia
Según las tradiciones escritas, los habitantes de Qardaha descendían de la confederación tribal Kalbiyya y la ciudad era el principal centro de la confederación. A finales de la época otomana, entre 1840 y 1880, las tensiones entre las autoridades y las tribus alauitas de las montañas costeras aumentaron bruscamente. En 1854, el gobernador otomano del sanjak de Latakia («distrito de Latakia») murió en un enfrentamiento armado entre las autoridades y miembros de la tribu de Qardaha. Esto envalentonó a los combatientes kalbiyya, que procedieron a lanzar más incursiones contra las posiciones otomanas, a las que las autoridades respondieron con dureza.
El temor a atraer la atención y el sometimiento de las autoridades, y a evitar los impuestos y el reclutamiento militar, fue una de las razones por las que muchos de los fellahin («campesinos») alauitas que vivían en los alrededores de Qardaha, optaron por no establecer una aglomeración de asentamientos. Hasta la actualidad, Qardaha está rodeada de aldeas rurales dispersas. Antiguamente, la ciudad contaba con una importante población cristiana hasta mediados o finales del siglo XX, cuando la mayoría de las familias cristianas se marcharon a las principales ciudades costeras.

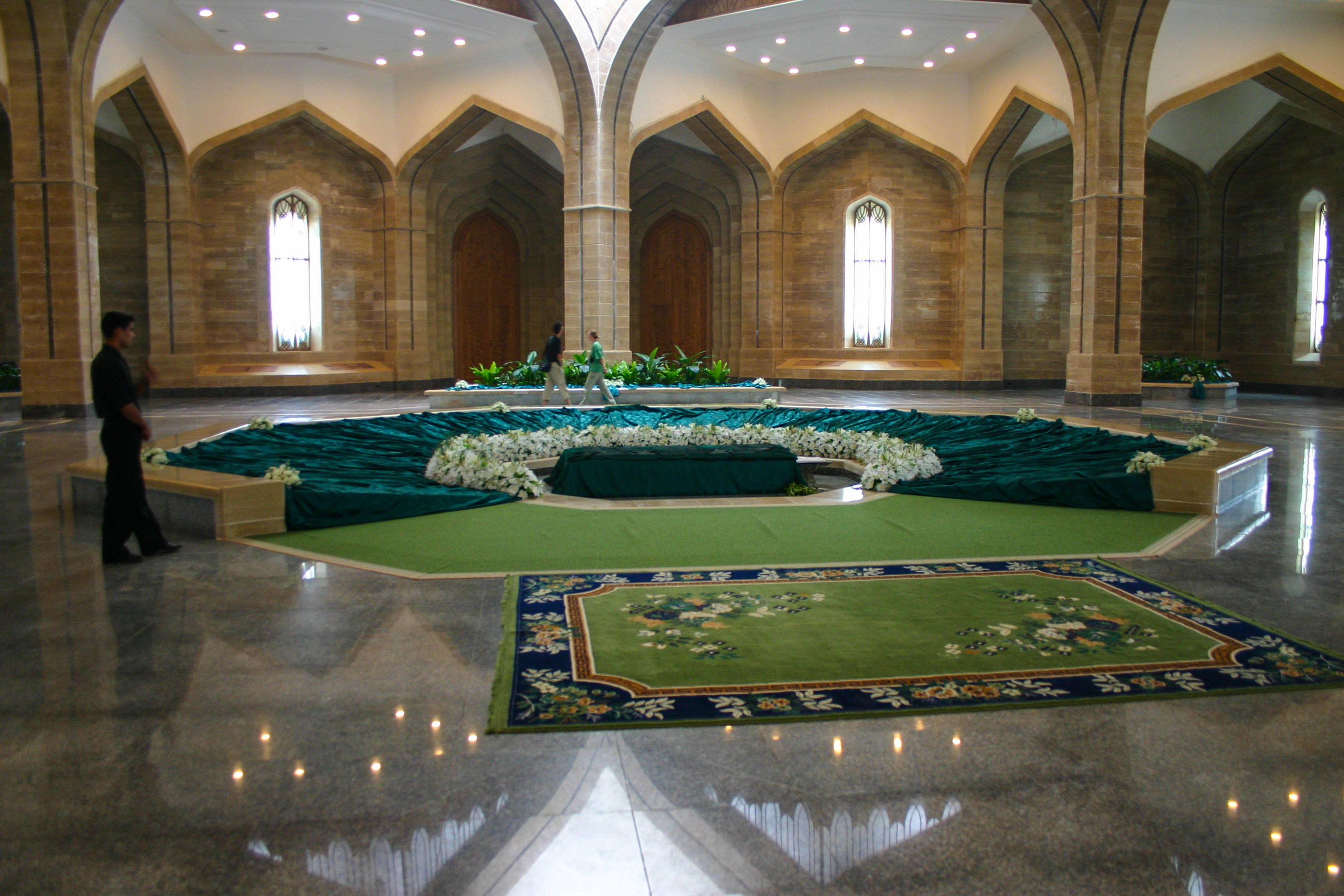
Interior del mausoleo de Ásad antes de su destrucción, con la tumba principal en el centro.

En 1970, Qardaha obtuvo el estatus de ciudad, junto con al-Shaykh Badr y Duraykish. Juntas constituían alrededor del 6 % de la población urbana total de las dos gobernaciones costeras, Latakia y Tartús. Según el antropólogo francés Fabrice Balanche, el gobierno baasista que llegó al poder en la década de 1960 mostró cierto favoritismo por las tres ciudades, todas ellas alauitas, y por Qardaha en concreto. Señaló en particular el hecho de que los subdistritos de al-Qadmus y Mashta al-Helu, predominantemente ismailíes y cristianos, respectivamente, debían convertirse en distritos cuando cada uno de ellos superara el umbral de los 60 000 habitantes, aunque los subdistritos de Qardaha, al-Shaykh Badr y Duraykish tenían todos menos de 40 000 habitantes. La apertura de los servicios civiles y administrativos asociados a su estatus de ciudad y las inversiones estatales, como la construcción de una planta procesadora de tabaco, impulsaron el importante crecimiento de Qardaha entre 1970 y 1981, con una media anual del 4,9 %, frente a la media del 3,8 % de la región costera.
A principios de octubre de 2012, durante la guerra civil siria, Mohammad al-Ásad, primo del presidente Bashar al-Ásad y líder de la Shabiha local, resultó herido tras un tiroteo en la ciudad con un miembro del clan alauita rival Khayyir. Esto se desencadenó a raíz de una discusión sobre la detención anterior en el Aeropuerto Internacional de Damasco de Abdel-Aziz Khayyer, natural de Qardaha y miembro de este último clan. El 24 de abril de 2013, la localidad fue atacada con una andanada de cohetes lanzados por los rebeldes. A principios de agosto de 2013, en una ofensiva sorpresa, los combatientes rebeldes avanzaron hacia el sur hasta las afueras de la localidad de Aramo, a 20 km de Qardaha. Uno de los atacantes declaró: «El objetivo es llegar a Qardaha y hacerles daño como nos lo están haciendo a nosotros».
El 11 de diciembre de 2024, durante la caída del régimen de Bashar al-Ásad, combatientes rebeldes prendieron fuego a las tumbas del padre y del hermano del dictador: Hafez al-Ásad y Bassel al-Ásad.